# Xyris grandis
Xyris grandis là một loài thực vật hạt kín trong họ Hoàng đầu. Loài này được Ridl. miêu tả khoa học đầu tiên năm 1908.